# Polánecký potok
Polánecký potok je levostranný přítok Vlašimské Blanice v okrese Benešov ve Středočeském kraji. Délka toku činí 7,8 km. Plocha povodí měří 22,8 km².

## Průběh toku
Polánecký potok pramení v Bedřichovicích v nadmořské výšce okolo 510 m. Od Bedřichovic směřuje nejprve na východ k Nesperám, kde napájí dva místní rybníky a přijímá zleva přítok od Buchova. Odtud proudí severovýchodním směrem k osadě Chobot, u níž přibírá levostranný přítok od Čeliva. V tomto úseku je nejbližší okolí potoka lučinaté, koryto je lemováno stromy a okolní svahy jsou zalesněné. Od Chobotu Polánecký potok směřuje k Nesperské Lhotě a dále na severovýchod k západnímu okraji Polánky, kterou protéká. Zde přijímá zleva Holčovický potok, který je jeho největším přítokem. Pod soutokem teče potok zhruba jeden kilometr východním směrem až ke svému ústí do Vlašimské Blanice na jejím 22,4 říčním kilometru v nadmořské výšce okolo 350 m.

### Větší přítoky
- Holčovický potok (hčp 1-09-03-062) je levostranný přítok Poláneckého potoka pramenící jižně od Holčovic v nadmořské výšce okolo 530 m. Na horním toku teče severním směrem, protéká výše zmíněnou obcí. Pod Holčovicemi se stáčí na severovýchod a proudí podél okraje lesa. Na středním toku, východně od Milovanic se obrací na jihovýchod, protéká zalesněnou krajinou. Po opuštění lesa, severozápadně od Nesperské Lhoty, se potok obrací na východ. V tomto úseku je regulován. Poté opět vtéká do lesa, po jehož opuštění se klikatí přirozeným korytem až ke svému ústí. Do Poláneckého potoka se Holčovický potok vlévá západně od Polánky na 1,3 říčním kilometru[3] v nadmořské výšce okolo 360 m. Délka toku činí 6,8 km.[3] Plocha povodí měří 8,1 km².[2]

## Vodní režim
Průměrný průtok Poláneckého potoka u ústí činí 0,08 m³/s. Potok stejně jako ostatní vodní toky v povodí Vlašimské Blanice není příliš vodný.
M-denní průtoky u ústí:
| M [dní]  | Q30  | Q60  | Q90  | Q120 | Q150 | Q180 | Q210 | Q240 | Q270 | Q300 | Q330 | Q355 | Q364 |
| -------- | ---- | ---- | ---- | ---- | ---- | ---- | ---- | ---- | ---- | ---- | ---- | ---- | ---- |
| Q [m³/s] | 0,17 | 0,12 | 0,10 | 0,08 | 0,07 | 0,06 | 0,05 | 0,04 | 0,03 | 0,03 | 0,02 | 0,01 | 0,01 |